# Joe Barry Carroll
Joe Barry Carroll (* 24. Juli 1958 in Pine Bluff, Arkansas) ist ein ehemaliger US-amerikanischer Basketballspieler.

## Werdegang
Nachdem Carroll vier Jahre an der Purdue University gespielt und studiert hatte, wurde er beim NBA-Draft 1980 von den Golden State Warriors an erster Position ausgewählt. Viele kritisierten die Wahl Carrolls, da die Warriors kurz zuvor die Draft-Rechte an dem späteren Hall-of-Famer Kevin McHale und Talent Robert Parish zu den Boston Celtics transferierten, um Carroll an erster Stelle draften zu können. Dennoch hatte Carroll produktive Jahre in Oakland bei den Warriors. Mit Ausnahme einer Unterbrechung in der Saison 1984/85, wo er beim italienischen Spitzenklub Olimpia Milano spielte, bestritt Carroll sieben Jahre im Trikot der Warriors. In dieser Zeit erzielte er 20,4 Punkte und 8,3 Rebounds pro Spiel. 1987 wurde er zudem in das NBA All-Star Game eingeladen und erreichte im gleichen Jahr erstmals mit den Warriors die Playoffs.
Im Dezember 1987 wurde er zu den Houston Rockets für Ralph Sampson transferiert. Er verließ die Rockets zum Saisonende und unterschrieb bei den New Jersey Nets. Bei den Nets war er als Starter ein produktiver Spieler und erzielte 14 Punkte und 7,4 Rebounds im Schnitt. Während der Saison 1989/90 wurde Carroll von den Nets zu den Denver Nuggets abgegeben, die er im Sommer 1990 verließ, um sich den Phoenix Suns anzuschließen. Bei den Suns absolvierte er nur 11 Spiele und wurde danach entlassen.
1991 verkündete Carroll seinen Rücktritt. In neun Jahren in der NBA und über 700 Spielen erzielte er 17,7 Punkte, 7,7 Rebounds und 1,6 Blocks pro Spiel.